# Peter Žiža
Peter Žiža, slovenski nevrolog, psihiater, * 15. februar 1919, Postojna, † 22. marec 1983, Ljubljana.

## Življenje in delo
Po končani gimnaziji v Ljublajani (1937) je tu začel študirati medicino, nadaljeval študij v Beogradu in Zagrebu do 1943, ko je odšel v partizane in bil sanitetni referent v zaledju in bojnih enotah. Po vojni je nadaljeval študij v Zagrebu in ga 1947 končal. Ostal je v vojaški službi kot sanitetni načelnik polka in divizije. Leta 1950 je bil kot sanitetni major premeščen v ljubljansko vojaško bolnišnico, bil v letih 1952–1956 tu šef nevrološkega odseka in načelnik nevropsihiatrične službe za ljubljansko vojno področje. V letih 1950–1954 se je specializiral iz nevrologije in psihiatrije v Ljubljani in 1954 opravil specialistični izpit v Beogradu. Po demobilizaciji 1956 je bil specialist nevropsihiater na nevrološki kliniki v Ljubljani, od 1957 tudi stalni konzultant-nevrolog na pediatrični kliniki. Leta 1968 je odšel v Tripoli (Libija) kot strokovnjak Zveznega zavoda za mednarodno  tehnično pomoč in vodil nevropsihiatrični dispanzer libijskega socialnega zavarovanja (INAS), 1972 se je vrnil, upokojil, a še naprej delal v bolnici dr. Petra Deržaja v Ljubljani. Na ljubljanski Medicinski fakulteti je bil 1959 izvoljen za asistenta, 1962 za docenta (habilitacijsko delo Cervikalni sindrom) in 1966 za docenta za nevrologijo. V letih 1961–1968 je predaval nevrologijo tudi na oddelku za psihologijo ljubljanske Filozofske fakultete in od 1964 na Pedagoški akademiji v Ljubljani. Od 1958–1960 je bil podpredsednik nevropsihiatrične sekcije Slovenskega zdravniškega društva, od 1963 član glavnega odbora Združenja jugoslovanskih psihiatrov in nevrologov. Strokovno se je izpopolnjeval 1958 v Nancyju in Parizu, 1963 na Dunaju. Aktivno se je udeležil več strokovnih  kongresov, npr.: Novi Sad (1952 in 1966), Pariz (1958), Sarajevo (1960). Prejel je 6 državnih odlikovanj. 
Napisal je učbenik Izbrana poglavja iz splošne nevrologije (1964) ter več razprav. Za Enciklopedijo médico-chirurgicale (Pariz 1959) je prispeval sestavek Troubles vasculaires d'origine sympathique. Pisal je tudi poljudne članke.
Žiža je bil vzoren pedagog in široko strokovno razgledan zdravnik. Spremljal je pota moderne nevrologije, jo skušal ustrezno razvijati in organizirati v ustanovi, kjer je deloval.

## Odlikovanja
- red za hrabrost (1945)
- red zaslug za ljudstvo s srebrno zvezdo (1945)
- red za vojaške zasluge s srebrnimi meči (1953)
- red ljudske armade s srebrno zvezdo (1961)
- red za vojaške zasluge z zlatimi meči (1966)
- red republike s srebrnim vencem (1980).